# Muezzin

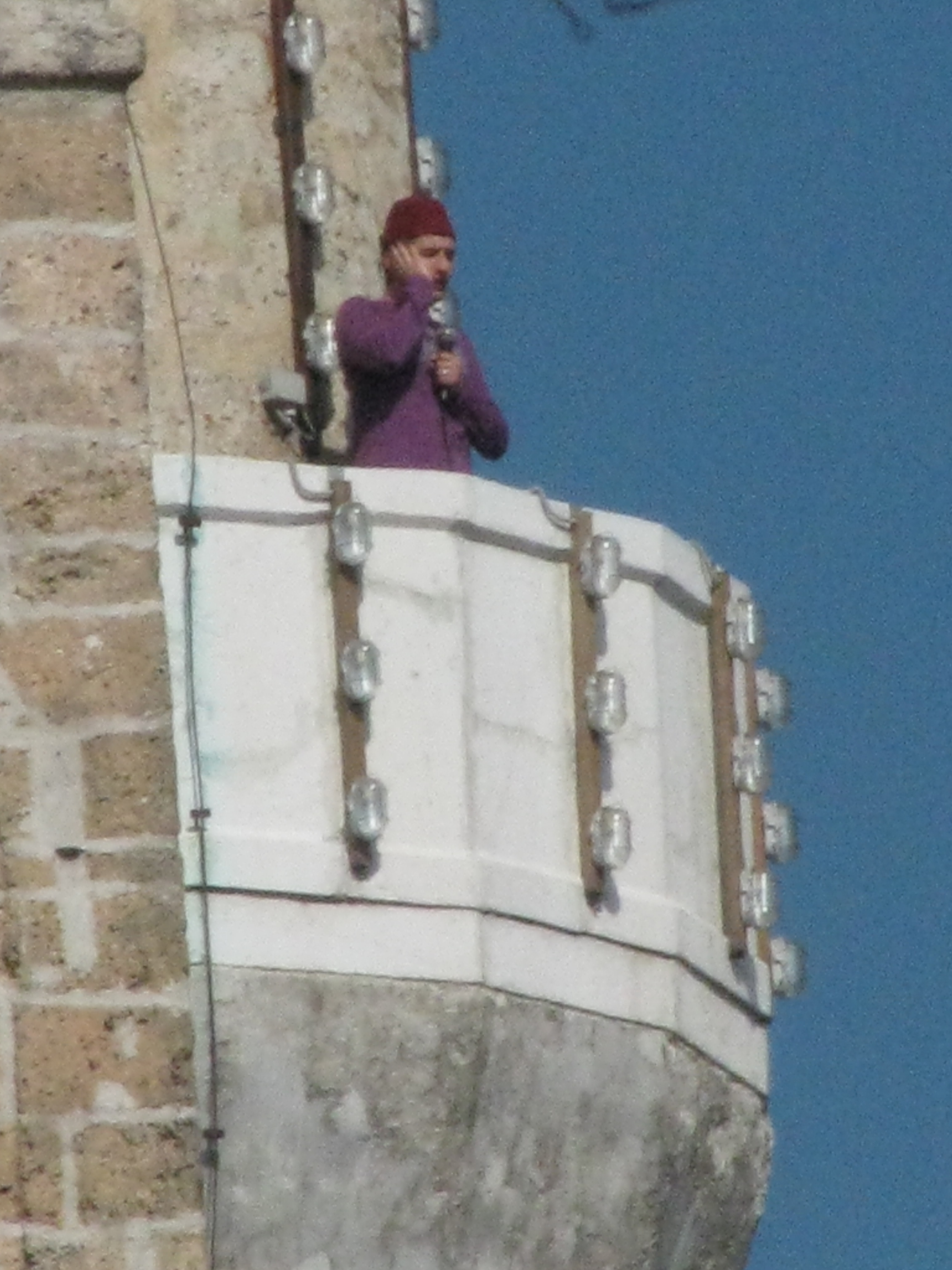
Un muezzin à la mosquée de Gazi Husrev-bey à Sarajevo.

Un muezzin appelant du haut du minaret les fidèles à la prière par Jean-Léon Gérôme (huile sur toile, 1879).

Le muezzin, muezzine ou muézine (arabe مؤذّن muʾaḏḏin) est le membre de la mosquée chargé de lancer l'appel à la prière, au moins cinq fois par jour, souvent depuis le sommet d'un des minarets de ladite mosquée. Cet appel est purement vocal, et il se distingue ainsi de l'appel juif au moyen d'une corne ou de l'appel chrétien au moyen d'une cloche. De plus, cette manière de faire ne demande aucun intermédiaire technique (même si aujourd'hui, il est relayé par des haut-parleurs).

## Étymologie
Le nom commun masculin muezzin est emprunté au turc meyzin, müezzin,, lui-même dérivé de l'arabe مؤذّن (muʾaḏḏin),, terme qui signifie littéralement celui qui appelle [à la prière], participe actif du verbe aḏḏana (« appeler à la prière »), IIe forme de aḏina (« écouter »).

## Histoire
Le premier muezzin — et le plus célèbre — est Bilal ibn Rabah. C'est lui qui, pour la première fois a rempli cette fonction à Médine, du temps de Mahomet, dans la mosquée de Quba, probablement la première fondée par ce dernier et ses compagnons de l'hégire.

## Caractéristiques et fonctions
Le muezzin est choisi pour sa voix et sa personnalité. Dans certaines mosquées, lorsqu'il appelle à la prière, il se dirige tour à tour face dans la direction de chaque point cardinal ; pendant la prière, il se place parfois sur une plateforme particulière — appelée en turc müezzin mahfili et en arabe مُكَبَّرِيّة (Mukkabariyya - l'endroit où l'on amplifie [les sons]) — qui se trouve à l'opposé du minbar et il répond aux prières et psalmodies de l'imam.
Le muezzin doit remplir plusieurs conditions. Parmi elles, citons :
- ne pas demander de salaire
- ne pas être en état de grande ni de petite impureté
- se tenir debout, tourné en direction de la Ka'ba
- pivoter de droite à gauche (pour être entendu dans toutes les directions)
- se boucher les oreilles avec l'index ou le majeur (afin de ne pas être perturbé)
- hausser la voix pour être bien entendu et réciter posément pour être bien compris.

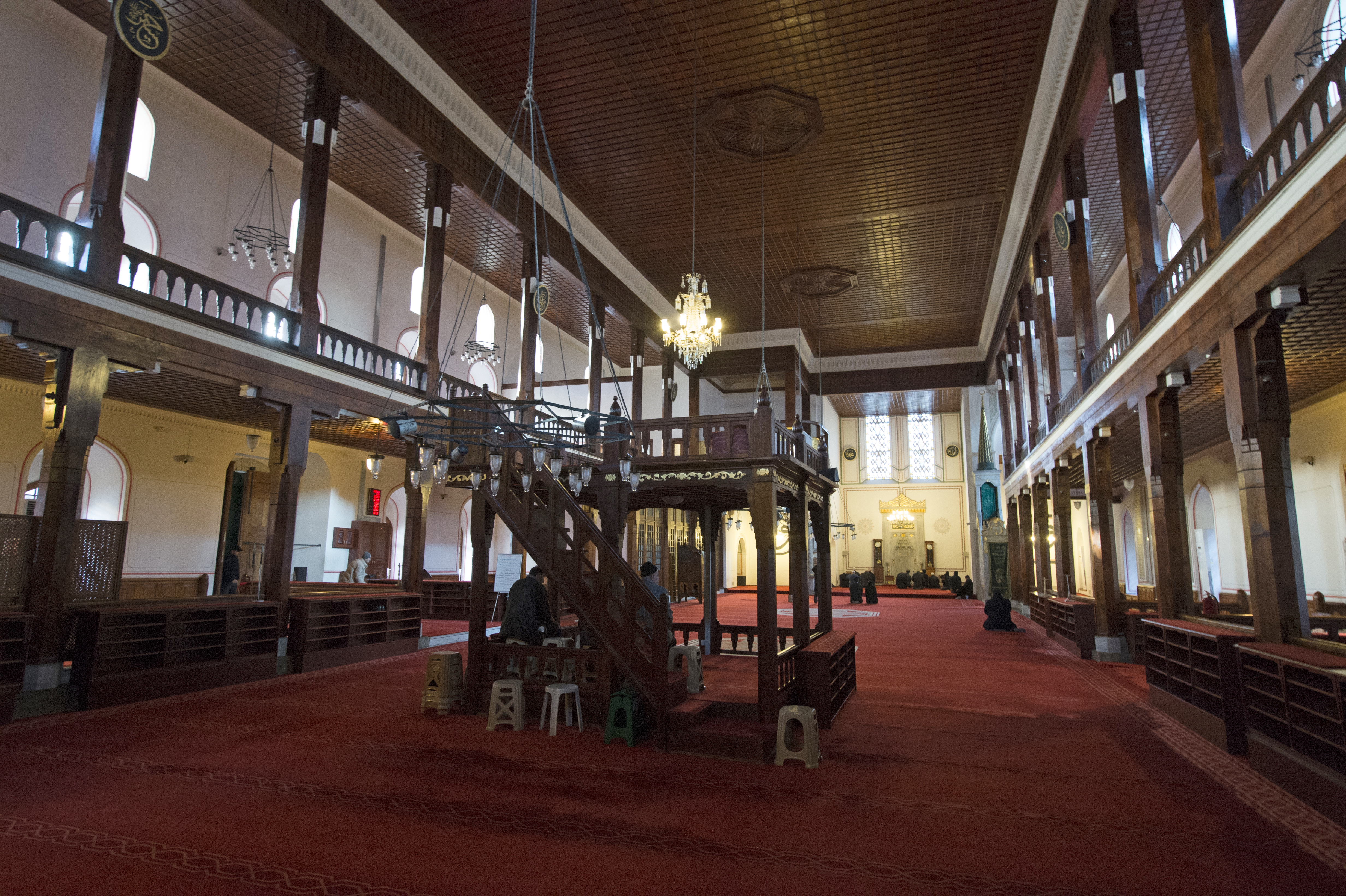
Au centre la nef, on voit un Müezzin mahfili (ou mukkabariyya). Mosquée Arap, à Istanbul